# Cannole (przystanek kolejowy)
Cannole (włoski: Stazione di Cannole) – przystanek kolejowy w Cannole, w prowincji Lecce, w regionie Apulia, we Włoszech.
Przystanek jak i linia kolejowa jest obsługiwana przez Ferrovie del Sud Est. Znajduje się na linii Lecce – Otranto.

## Linie kolejowe
- Lecce – Otranto